# 1988年冬季残疾人奥林匹克运动会意大利代表团
1988年冬季残疾人奥林匹克运动会意大利代表团是意大利派出的1988年冬季残疾人奥林匹克运动会代表团。获得3枚金牌和6枚铜牌。